# Droga do wolności
Droga do wolności – film wojenny w reżyserii Davida L. Cunninghama. Główne role grają Robert Carlyle, Kiefer Sutherland oraz Sakae Kimura. Jest to adaptacja autobiograficznej książki Ernesta Gordona i opisuje jego doświadczenia w japońskim obozie jenieckim pod koniec II wojny światowej. W filmie znajdują się drastyczne sceny.

## Obsada
- Robert Carlyle – Campbell
- Kiefer Sutherland – Lt. Jim Reardon
- Ciarán McMenamin – Ernest Gordon
- Mark Strong – Dusty
- Sakae Kimura – Ito
- Masayuki Yui – Noguchi
- James Cosmo – McLean
- John Gregg – Dr. Coates
- Shu Nakajima – Nagatomo
- Yugo Saso – Takashi Nagase
- Pip Torrens – Foxworth
- Adam Sinclair – Jocko
- Winton Nicholson – Duncan
- Greg Ellis – Primrose
- James McCarthy – Norman